# Dale Taylor
Dale Taylor (Belfast, 12 dicembre 2003) è un calciatore nordirlandese, attaccante del Wigan, in prestito dal Nottingham Forest, e della nazionale nordirlandese.

## Carriera

### Club

#### Gli inizi, Nottingham Forest
Cresciuto nel settore giovanile del Linfield, il 3 agosto 2020 viene acquistato a titolo definitivo dal Nottingham Forest; il 15 dicembre seguente firma il suo primo contratto professionistico con il club biancorosso.

#### Burton Albion
Il 20 gennaio 2023 viene ceduto in prestito fino al termine della stagione al Burton Albion.

### Nazionale
Ha giocato nelle nazionali giovanili nordirlandesi Under-17, Under-19 ed Under-21.
Nel novembre del 2021 viene convocato nella nazionale nordirlandese in vista del doppio impegno per le qualificazioni al mondiale 2022; debutta il seguente 12 novembre scendendo in campo nel secondo tempo del match vinto 1-0 contro la Lituania.

## Statistiche

### Cronologia presenze e reti in nazionale
| Cronologia completa delle presenze e delle reti in nazionale ― Irlanda del Nord | Cronologia completa delle presenze e delle reti in nazionale ― Irlanda del Nord | Cronologia completa delle presenze e delle reti in nazionale ― Irlanda del Nord | Cronologia completa delle presenze e delle reti in nazionale ― Irlanda del Nord | Cronologia completa delle presenze e delle reti in nazionale ― Irlanda del Nord | Cronologia completa delle presenze e delle reti in nazionale ― Irlanda del Nord | Cronologia completa delle presenze e delle reti in nazionale ― Irlanda del Nord | Cronologia completa delle presenze e delle reti in nazionale ― Irlanda del Nord |
| Data                                                                            | Città                                                                           | In casa                                                                         | Risultato                                                                       | Ospiti                                                                          | Competizione                                                                    | Reti                                                                            | Note                                                                            |
| ------------------------------------------------------------------------------- | ------------------------------------------------------------------------------- | ------------------------------------------------------------------------------- | ------------------------------------------------------------------------------- | ------------------------------------------------------------------------------- | ------------------------------------------------------------------------------- | ------------------------------------------------------------------------------- | ------------------------------------------------------------------------------- |
| 12-11-2021                                                                      | Belfast                                                                         | Irlanda del Nord                                                                | 1 – 0                                                                           | Lituania                                                                        | Qual. Mondiali 2022                                                             | -                                                                               | 78’                                                                             |
| 16-6-2023                                                                       | Copenaghen                                                                      | Danimarca                                                                       | 1 – 0                                                                           | Irlanda del Nord                                                                | Qual. Euro 2024                                                                 | -                                                                               | 77’                                                                             |
| 19-6-2023                                                                       | Belfast                                                                         | Irlanda del Nord                                                                | 0 – 1                                                                           | Kazakistan                                                                      | Qual. Euro 2024                                                                 | -                                                                               | 71’                                                                             |
| 14-10-2023                                                                      | Belfast                                                                         | Irlanda del Nord                                                                | 3 – 0                                                                           | San Marino                                                                      | Qual. Euro 2024                                                                 | -                                                                               | 79’                                                                             |
| 17-10-2023                                                                      | Belfast                                                                         | Irlanda del Nord                                                                | 0 – 1                                                                           | Slovenia                                                                        | Qual. Euro 2024                                                                 | -                                                                               | 62’                                                                             |
| 20-11-2023                                                                      | Belfast                                                                         | Irlanda del Nord                                                                | 2 – 0                                                                           | Danimarca                                                                       | Qual. Euro 2024                                                                 | -                                                                               | 78’                                                                             |
| 8-6-2024                                                                        | Palma di Maiorca                                                                | Spagna                                                                          | 5 – 1                                                                           | Irlanda del Nord                                                                | Amichevole                                                                      | -                                                                               | 66’                                                                             |
| 11-6-2024                                                                       | Murcia                                                                          | Irlanda del Nord                                                                | 2 – 0                                                                           | Andorra                                                                         | Amichevole                                                                      | -                                                                               | 60’                                                                             |
| 21-3-2025                                                                       | Belfast                                                                         | Irlanda del Nord                                                                | 1 – 1                                                                           | Svizzera                                                                        | Amichevole                                                                      | -                                                                               | 56’                                                                             |
| Totale                                                                          |                                                                                 | Presenze                                                                        | 9                                                                               |                                                                                 | Reti                                                                            | 0                                                                               |                                                                                 |